# Hymenophyllum superbum
Hymenophyllum superbum är en hinnbräkenväxtart som beskrevs av Morton. Hymenophyllum superbum ingår i släktet Hymenophyllum och familjen Hymenophyllaceae. Inga underarter finns listade.